# Menjamel de capell
El menjamel de capell (Phylidonyris niger) és una espècie d'ocell de la família dels melifàgids (Meliphagidae) que habita zones de vegetació baixa al sud-oest d'Austràlia Occidental, nord-est i sud-est de Queensland i est i sud-est de Nova Gal·les del Sud.